# Montbazon
Montbazon é uma comuna francesa na região administrativa do Centro, no departamento Indre-et-Loire. Estende-se por uma área de 6,5 km². Em 2010 a comuna tinha 4 517 habitantes (densidade: 694,9 hab./km²).